# Mo Bolduc
Mo Bolduc est une personnalité canadienne, artiste multidisciplinaire œuvrant dans le domaine du théâtre et de la poésie, née en 1992 et originaire d'Edmundston au Nouveau-Brunswick.
Mo Bolduc s'identifie comme non binaire,.

## Biographie
Mo Bolduc a habité à Edmundston au Nouveau-Brunswick jusqu'à ses 18 ans, puis a déménagé à Moncton et étudié en art dramatique à l'Université de Moncton.
L'artiste commence à écrire de la poésie en 2013, traversant des moments difficiles dans sa vie et trouvant l'écriture thérapeutique. Dès 2014, Mo participe à des soirées de poésie et des extraits de ses textes se retrouvent dans l'Anthologie de la poésie des femmes en Acadie et dans la revue Exit, publiée à Montréal. Monika Boehringer, dans l'introduction de l'anthologie, écrit que Mo "pour des fins féministes, sait ressasser et entasser les pires clichés patriarcaux de la "féminité" afin d'en démontrer la suprême bêtise et le non-sens total". Mo affectionne particulièrement lire ses poèmes sur scène, ses performances bénéficiant de sa formation en théâtre. En 2015, Mo est en lice pour le Prix de poésie Radio-Canada. Son premier recueil, intitulé Dead End, paraît en 2017 aux Éditions Perce-Neige. L'Acadie Nouvelle écrit que "sa poésie a été qualifiée de rebelle, tourmentée, provocatrice et fragile, mais surtout pas complaisante." Mo sera ensuite de la distribution de quelques pièces de théâtre, spectacles multidisciplinaires et soirées de poésie. En 2018, Mo tient le rôle de poète en résidence du Festival Frye,,. L'artiste déménage éventuellement à Montréal.
En 2020, ses textes sont interprétés en utilisant le langage des signes et la danse dans le cadre d'un film acadien réalisé par Émilie Peltier et intitulé Matin Ecchymose. Ce film, présenté notamment dans le cadre du Festival international du cinéma francophone en Acadie, traite de la différence et du sentiment d'exclusion, souvent ressenti par les personnes sourdes, et exprimé dans les textes de l'artiste non-binaire Mo Bolduc. En 2021, Mo publie un second recueil de poésie, intitulé Matin Onguent, et faisant écho au film Matin Ecchymose. On y retrouve une réflexion sur le renouveau et l'identité. L'Acadie Nouvelle écrit alors que ce deuxième recueil de poésie "prouve [que Mo] figure parmi les voix poétiques signifiantes de l'Acadie".

## Œuvres

### Livres
- 2014 : textes dans l'Anthologie de la poésie des femmes en Acadie[8],[9]
- 2017 : Dead End, Éditions Perce-Neige (publié sous le nom de Monica Bolduc)  (ISBN 9782896910106)[1]
- 2021 : Matin Onguent, Éditions Perce-Neige  (ISBN 9782896914111)[4]

### Pièce de théâtre

#### Dans la distribution
- 2017 : Les débuts de Loretta, pièce écrite par George F. Walker, mise en scène de Marcia Babineau[14]
- 2018 : Winslow, Théâtre l'Escaouette, pièce écrite par Herménégilde Chiasson, mise en scène de Marcia Babineau[15],[16]

### Cinéma
- 2020 : textes interprétés dans le cadre du film Matin Ecchymose d'Émilie Peltier[5],[13]

### Spectacles

#### Dans la distribution
- 2017 : Cabaret Factum, dans le cadre du Festival Acadie Rock[17]
- 2017 : Soirée Poésie Gérald Leblanc, dans le cadre du Festival Acadie Rock[18]
- 2018 : Je me souviens de Dehors novembre, organisé par le Festival de la poésie de Montréal, en collaboration avec Du Beau Monde[19],[20]